# ادر بایانو
ادر بایانو (به پرتغالی: Eder Luís de Carvalho) مدافع اهل برزیل است که در شهر Araçatuba و در تاریخ ۱۴ مهٔ ۱۹۸۴ به دنیا آمده‌است.
ادر بایانو در تیم‌های فوتبال Rio Preto سابقهٔ حضور دارد.